# Nothomiza ateles
Nothomiza ateles är en fjärilsart som beskrevs av Eugen Wehrli 1935. Nothomiza ateles ingår i släktet Nothomiza och familjen mätare. Inga underarter finns listade i Catalogue of Life.